# 亨利十八世 (羅伊斯-格拉)
亨利十八世（德語：Heinrich XVIII，1677年3月21日—1735年11月25日），羅伊斯-格拉伯爵，1686年至1735年在位。
1735年，亨利十八世於格拉去世，由弟弟亨利二十五世繼位。